# Complication
「Complication」（コンプリケーション）は、OKAMOTO'Sの5作目の配信シングル。2021年2月24日にAriola Japanから配信リリースされた。後に、同年3月19日に本曲の全編英語バージョンである「Complication (Eng. Version)」が、同時期リリースの「Young Japanese」の英語バージョンと共に収録された配信限定シングル『Young Japanese/Complication (English)』の1曲として配信リリースされた。

## 概要
- 前作『Young Japanese』から約1ヶ月振りのリリース。
- 2か月連続配信リリースの第2弾[1]。
- 表題曲「Complication」は、テレビ東京ドラマ25『東京怪奇酒』のエンディングテーマである[3]。
- 同ドラマへの楽曲提供について、ギターのオカモトコウキは、「“Complication”、つまり「複雑」というタイトルの楽曲。怪しさ、凶悪さ、演奏、全てが今までのOKAMOTO'Sの楽曲の中でも最高到達点を記録したと自負する一曲。ドラマを彩る一要素になることでしょう。」とコメントしている[3]。

## 収録曲
1. Complication - [2:56]
作詞：オカモトショウ
作曲：オカモトショウ、オカモトコウキ
編曲：OKAMOTO'S
  - テレビ東京ドラマ25『東京怪奇酒』エンディングテーマ